# Eugenia discors
Eugenia discors  es una especie de planta con flor en la familia de las Myrtaceae.

## Descripción
Es endémica de Perú. Es un árbol o arbusto solo conocido  de la colección tipo, proveniente, probablemente, de la cuenca del Río Mayo, la cual ha sido escasamente herborizada. Podría estar representada en el Bosque de Protección Alto Mayo. Y tiene amenaza por pérdida de hábitat.

## Taxonomía
Eugenia discors fue descrita por Rogers McVaugh y publicado en Fieldiana, Botany 13(4/2): 692. 1958.
Etimología
Eugenia: nombre genérico otorgado en honor del  Príncipe Eugenio de Saboya.
discors: epíteto